# Mika Hämäläinen
Mika Ilkka Hämäläinen (* 15. März 1967 in Helsinki) ist ein ehemaliger finnischer Radrennfahrer und nationaler Meister im Radsport.

## Sportliche Laufbahn
Hämäläinen war Teilnehmer der Olympischen Sommerspiele 1988 in Seoul und der Olympischen Sommerspiele 1992 in Barcelona. Er startete 1988 im 1000-Meter-Zeitfahren und belegte den 17. Platz. 1992 wurde er im 1000-Meter-Zeitfahren beim Sieg von José Moreno Periñán 15. des Wettbewerbes.
Bei den nationalen Meisterschaften im Bahnradsport gewann er den Titel im 1000-Meter-Zeitfahren von 1989 bis 1995. Im Sprint wurde er von 1991 bis 1994 Meister. Im Keirin gewann er 1997 den Titel.